# Revue d'Aquitaine

La Revue d'Aquitaine est une revue savante publiée par Joseph Noulens et Adolphe d'Assier à Condom puis à Bordeaux de 1856 à 1870.

## Présentation
La revue est publiée par l'écrivain Joseph Noulens et Adolphe d'Assier (1827-1889), membre de l'Académie des sciences, belles-lettres et arts de Bordeaux, tout d'abord à Condom dans le Gers puis à Bordeaux.
Le titre primitif en 1856 est Revue d'Aquitaine : journal historique de Guienne, Gascogne, Béarn, Navarre. De 1865 à 1869, il devient Revue d'Aquitaine et des Pyrénées : recueil historique de Guienne, Gascogne, Béarn, Languedoc. À partir de 1869 la revue prend le titre de Revue d'Aquitaine et du Languedoc, puis Revue d'Aquitaine et de Languedoc. L'adresse est alors à Bordeaux. 
La revue publie des articles historiques, littéraires, artistiques, sur les régions concernées : l'Aquitaine, la Guyenne, la Gascogne, le Béarn, la Navarre et le Languedoc. De nombreux auteurs locaux et régionaux y participent, comme le linguiste Vastin Lespy, le philologue Léonce Couture, l'historien Philippe Tamizey de Larroque ; Jean-François Bladé y publie ses premiers textes, nouvelles et commentaires littéraires et historiques.